# Keiko (orka)

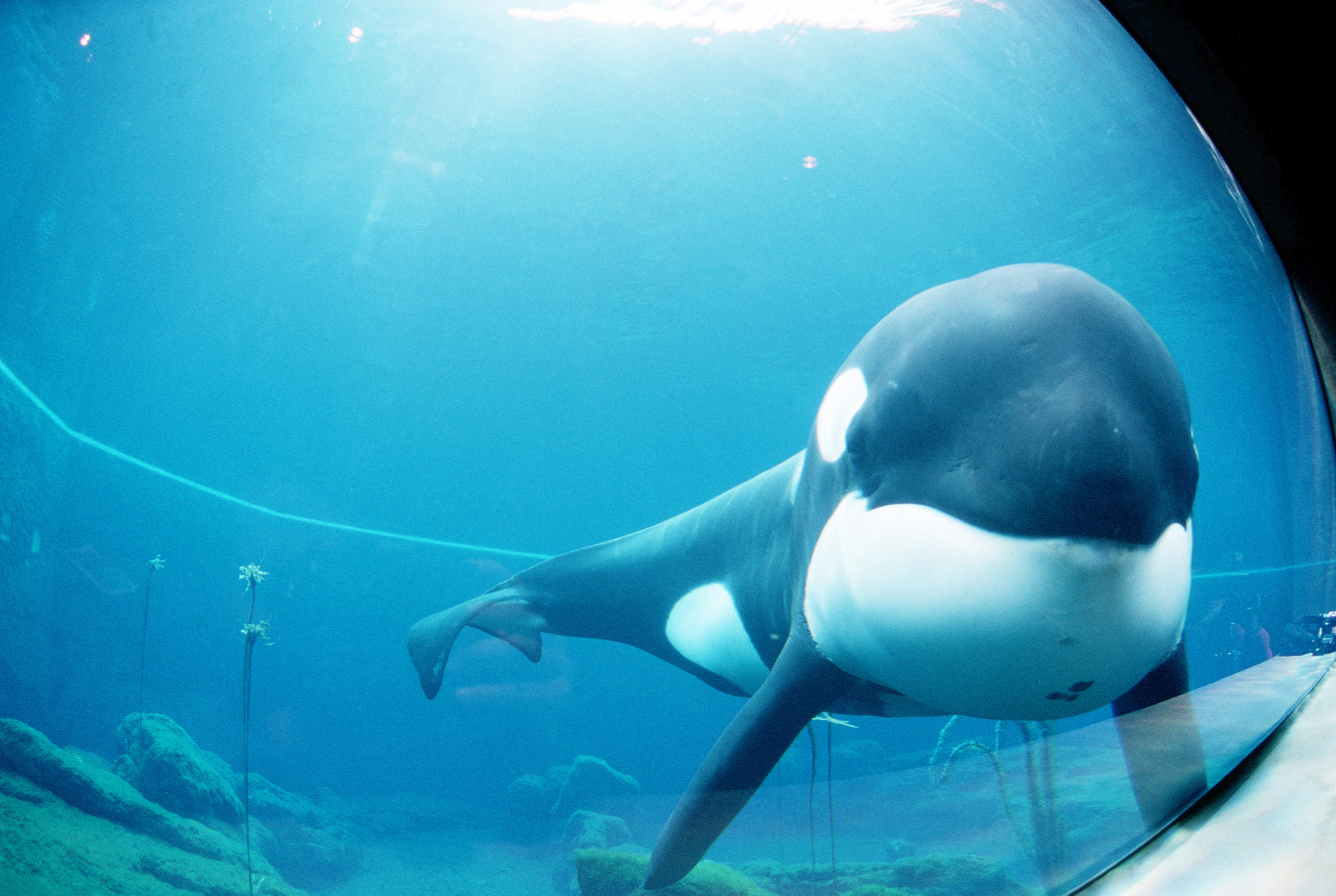
Keiko w grudniu 1998

Keiko (ur. 1977, zm. 12 grudnia 2003) – orka (samiec) schwytana niedaleko Islandii w 1979 roku. Zagrała jako Willy w filmie Uwolnić orkę a później w jego kontynuacjach: Uwolnić orkę 2 oraz Uwolnić orkę 3.

## Filmografia[1]
- 1987: Quinceañera (serial, odc. 12 – Orca)
- 1990: Keiko en peligro – Keiko
- 1993: Uwolnić orkę – Willy
- 1995: Uwolnić orkę 2 – Willy
- 1996: Azul (serial) – Keiko
- 1997: Uwolnić orkę 3 – Willy